# Provincie Verona
Verona (Provincia di Verona) je provincie v oblasti Benátsko. Sousedí na severu s provinciemi Trento, na východě s provinciemi Vicenza a Padova, na jihu s provincií Rovigo a na jihu a západě s lombardskými provinciemi Mantova a Brescia.